# Уолла-Уолла (Вашингтон)
Уолла-Уолла (англ. Walla Walla) — город в США, расположенный в округе Уолла-Уолла штата Вашингтон. Население города — 31 731 человек (2010).

## История
До колонизации Америки на территории города жило племя индейцев Валла-валла.
В 1818 году в этом районе Северо-Западная компания основала форт Нез-Персе для торговли с народом Валла-валла.
В 1856 году Армией США был основан форт Уолла-Уолла, ставший впоследствии городом.
Постепенно город начал разрастаться.
В настоящее время является административным центром округа Уолла-Уолла.

## География
Город расположен в долине Уолла Уолла, среди холмов Палуз и Голубых гор. Через город проходит река Уолла-Уолла, которая впадает в реку Колумбия. Город находится в тени Каскадных гор, поэтому среднее годовое количество осадков довольно низкое.

### Климат
В городе Уолла-Уолла умеренно-тёплый климат. Зимой (конец декабря — начало февраля) намного больше осадков, чем летом (середина мая — конец сентября). По классификации Кёппена — средиземноморский климат (индекс Csa) с сухим и жарким летом.
| Показатель                    | Янв. | Фев. | Март | Апр. | Май  | Июнь | Июль | Авг. | Сен. | Окт. | Нояб. | Дек. | Год  |
| ----------------------------- | ---- | ---- | ---- | ---- | ---- | ---- | ---- | ---- | ---- | ---- | ----- | ---- | ---- |
| Средний суточный максимум, °C | 6,1  | 8,4  | 12,8 | 16,7 | 22,1 | 26,6 | 32,4 | 31,6 | 25,8 | 17,8 | 10,4  | 5,3  | 18,0 |
| Средняя температура, °C       | 1,8  | 3,1  | 6,7  | 10,2 | 15,2 | 19,6 | 24,9 | 24,1 | 18,6 | 11,6 | 5,4   | 1,3  | 11,9 |
| Средний суточный минимум, °C  | −1,1 | −0,6 | 2,1  | 4,7  | 8,8  | 12,9 | 17,3 | 16,9 | 12,4 | 6,9  | 2,0   | −1,6 | 6,8  |
| Среднее число дней с осадками | 11   | 9    | 10   | 8    | 7    | 5    | 2    | 2    | 3    | 7    | 10    | 11   | 85   |
| Норма осадков, мм             | 86   | 70   | 79   | 63   | 56   | 35   | 9    | 12   | 21   | 56   | 89    | 95   | 671  |
| Средняя влажность, %          | 74   | 72   | 66   | 58   | 50   | 42   | 31   | 33   | 42   | 59   | 70    | 74   | 56   |
| Источник: Климат Уолла-Уолла  |      |      |      |      |      |      |      |      |      |      |       |      |      |